# Zurna
La zurna és un instrument de vent-fusta emprat a la musica tradicional turca. És tracta d'un instrument semblant a un oboè, és cònic i de doble canya, fet a partir de la fusta d'albercoc, el seu so és agut i penetrant. També es coneix com a surnay, birbyne, zurla, surla, sornai, dili tuiduk, zournas o zurma.)

## Terminologia
L'instrument està àmpliament distribuït sota diversos noms estretament relacionats a l'Uzbekistan, Tadjikistan i Kirguizstan (surnāy), Kuwait i els Emirats Àrabs Units (ṣurnāy); Caixmir i Rajasthan (surnāī); Iran i Afganistan (sornā); Pakistan (sūrnā, però més habitualment śahnāī); Síria, l'Iraq, Turquia, Armènia, Daguestan, Azerbaidjan i, en menor mesura, Geòrgia (zurna / zūrnā); nord de Grècia i Bulgària (zournas); Macedònia i Iugoslàvia meridional (zurla); Albània (surla) i Romania (surla).
L'instrument també es troba al nord d'Àfrica, encara que la terminologia és més variada: Tunísia (zukra); Algèria (de vegades zūrnā, però més generalment raita). La ghayṭa/raita del Marroc, Algèria i Líbia, i el mizmā d'Egipte són essencialment el mateix instrument. Amb formes diferents de xeremia però igualment relacionades, estan àmpliament distribuïdes a l'Índia (śahnāī); Ladakh (sur-na); Sumatra i l'oest de Malàisia (sarunai), Xina (suona, sovint anomenada laba) i Àsia interior (tibetà, rgya-gling; mongol, bishgüür).

## Característiques
La zurna es toca, principalment, a l'Euràsia central, des de la serralada dels Balcans fins l'Àsia Centra i normalment s'acompanya amb un davul (bombo) a la música folklòrica d'Anatòlia. Té un orifici cilíndric i una campana que s'obre en una corba parabòlica, adaptada així per reflectir el so directament. A causa del seu so fort i direccional, històricament s'ha tocat a l'aire lliure, durant esdeveniments festius com ara casaments i celebracions públiques. També s'ha utilitzat per reunir multituds per fer anuncis oficials. Aquesta utilització de la zurna com a símbol del poder per regnar es va desenvolupar més tard per a les bandes de geníssers i, finalment, a la música militar.
La zurna té set forats a la part davantera i un forat per al polze, que proporcionen un rang de més d'una octava, incloent-hi una certa transposició, és similar al mizmar. El so que produeix és semblant al d'un oboè, per tant la necessitat de l'alta pressió l'aire per fer-la sonar la fa adequada per tocar sense parar, utilitzant la respiració circular. La combinació del forte constant i el tocar sense parar fan que la zurna no sigui adequada per emfatitzar el ritme.
Les zurnes s'utilitzen en la música tradicional de molts països, especialment a l'Iran, Azerbaidjan, Armènia, Iraq, Síria, Turquia, Grècia, Bulgària, Macedònia del Nord, Albània, Sèrbia, Bòsnia, Croàcia i els altres països del Caucas, i ara s'han difós a tota l'Índia, a la Xina i a Europa de l'Est.
La zurna és probablement el predecessor immediat de la xeremia i està relacionada amb el suona xinès, que encara es fa servir avui en casaments, temples i música funerària. La charumera japonesa, o charamera, tradicionalment associada amb venedors itinerants de fideus, és una petita zurna, el seu nom derivat de la chirimiya portuguesa. Pocs venedors de fideus segueixen aquesta tradició, i els que ho fan utilitzen un altaveu que reprodueix una charumera gravada.

## Història
L'instrument que coneixem com surnāy / zurna es va establir després de l'arribada de l'islam (segle VII). La seva àmplia difusió és deguda a l'expansió de la cultura islàmica. Durant el període preislàmic, existien a Mesopotàmia, Àfrica del Nord i Aràbia, tipus d'aeròfon amb canya; el ṣūr és esmentat a l'Alcorà com a aeròfon i en el hadit (tradicions del profeta Mahoma). En els textos àrabs clàssics trobem surnā, surnāy. L'instrument va resultar probablement d'una síntesi entre els tipus de l'Iran, Mesopotàmia, Síria i Àsia Menor, introduïts en bandes militars i es van estendre a zones recentment conquistades. Durant el període otomà, la zurna es va estendre cap a l'oest, cap a Europa, a les bandes mehter. Un tipus de conjunt relacionat amb el nom de naqqrakhana va ser utilitzat per a la música reial, cerimonial, cívica o militar a l'Àsia occidental i central, el subcontinent indi, Malàisia i Sumatra. La suona va arribar a la Xina un temps abans del segle xvi, probablement durant el segle xiv, potser des de l'Àsia central.

## Tipus
Els tipus de zurnes turques són: 
- Gara zurna
- Zurna àrab
- Chura zurna
- Achami zurna
- Gaba zurna
- Shahabi zurna

La més greu és la zurna gaba, utilitzada a Bulgària i Turquia occidental, la més aguda és la zurna chura, que es fa servir a la costa turca del mar Negre.

## Estructura
L'instrument consta de diverses parts. La doble canya és formada per dues fulles de canya de gairebé 2 cm de longitud, per a l'emmagatzematge es mantenen tancats amb una brida. La doble canya s'adapta a una petita grapa tubular, generalment de llautó, que s'uneix al cos. Els llavis de l'intèrpret premen sobre la pirueta (o roseta), un petit disc de fusta, ivori, nacre o un altre material, però no tots els instruments el tenen. En els models que pertanyen a la regió otomana, després del Caucas i l'Àsia Central, es col·loca una bifurcació dins del cos de l'instrument. Aquest enginyós dispositiu permet convertir la columna de l'aire dins d'una forma cilíndrica en una cònica; això provoca un sobre-bufat a l'octava en comptes de a la 12ª
El cos està fet d'una sola peça de fusta cònica, que s'eixampla cap al final, que es troba en forma de campana. S'utilitzen diferents tipus de fusta, sent l'albercoc el més comú. Hi ha sis o set forats de dit i un forat de polze. El cos pot estar ornamentat amb plaques metàl·liques, de vegades fetes amb plata fina gravada. Els instruments turcs poden tenir més ornamentació, i els instruments de l'Azerbaidjan són sovint esmaltats i ornamentats amb anells de latzurita i de metall o de plata. El final de la campana del surnāy es diu ka'ba, aquest és el nom del lloc més sagrat del culte musulmà a la Meca i explica la gran utilització d'aquest instrument en la cultura islàmica.